# 蓋倫巴赫河
52°3′43.57″N 7°39′12.67″E / 52.0621028°N 7.6535194°E

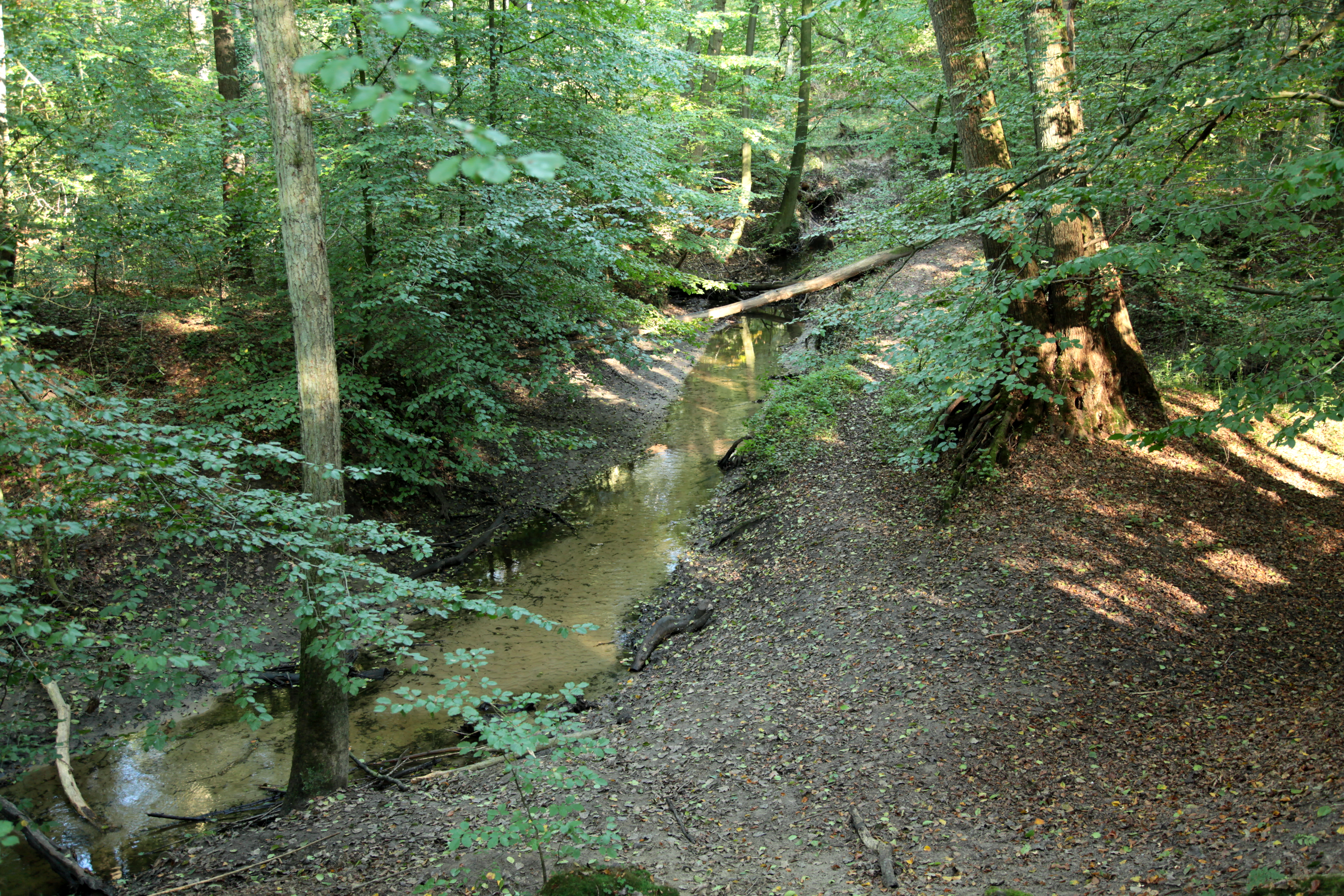

蓋倫巴赫河（德語：Gellenbach），是德國的河流，位於該國西部，流經北萊茵-威斯特法倫州，屬於埃姆斯河的支流，河道全長10.9公里，流域面積20.2平方公里。